# Edgar Swinne
Edgar Meinhard Swinne (* 24. Dezember 1936 in Berlin; † 30. Oktober 2018) war ein deutscher Politiker (FDP).
Swinne besuchte ein Gymnasium und legte 1958 das Abitur ab. Im selben Jahr trat er der FDP im Bezirk Spandau bei und studierte an der Pädagogischen Hochschule Berlin. Nach den beiden Staatsexamen trat er 1966 in den Berliner Schuldienst ein. Bei der Berliner Wahl 1967 wurde er in die Bezirksverordnetenversammlung in Spandau gewählt. Bei der Wahl 1979 wurde er in das Abgeordnetenhaus von Berlin gewählt. Wenige Zeit später wurde Swinne Rektor zunächst an der Gesamtoberschule Kreuzberg und anschließend an der Poelchau-Oberschule in Berlin-Charlottenburg-Nord. Nach dem Ablauf der Legislaturperiode 1985 schied er aus dem Parlament aus.
Später war Swinne Stadtverordneter in Liebenwalde und auch Vorsitzender der dortigen FDP.
Edgar Swinne verfasste einige Bücher, darunter Biographien der Physiker Hans Geiger und Friedrich Paschen.